# Болярка (Олевська міська громада)
Боля́рка — село в Україні, в Олевській міській територіальній громаді Коростенського району Житомирської області. Кількість населення становить 168 осіб (2001).

## Населення
Станом на 1923 рік в поселенні нараховано 59 дворів та 337 мешканців.
Відповідно до результатів перепису населення СРСР, кількість населення, станом на 12 січня 1989 року, становила 205 осіб. Станом на 5 грудня 2001 року, відповідно до перепису населення України, кількість мешканців села становила 168 осіб.

### Мова
Розподіл населення за рідною мовою за даними перепису 2001 року:
| Мова       | Відсоток |
| ---------- | -------- |
| українська | 97,02 %  |
| російська  | 2,98 %   |

## Історія
До 1923 року — сільце Олевської волості Овруцького повіту Волинської губернії. У 1923 році увійшло до складу новоствореної Радовельської сільської ради, котра, від 7 березня 1923 року, стала частиною новоутвореного Олевського району Коростенської округи. Розміщувалося за 11 верст від районного центру, міст. Олевськ, та за 5 верст — від центру сільської ради, с. Радовель.
У 1941—44 роках село мало окрему сільську управу. 2 вересня 1954 року, відповідно до рішення Житомирського облвиконкому № 1087 «Про перечислення населених пунктів в межах районів Житомирської області», передане до складу Кишинської сільської ради Олевського району Житомирської області.
11 серпня 2016 року увійшло до складу новоствореної Олевської міської територіальної громади Олевського району Житомирської області. Від 19 липня 2020 року, разом з громадою, в складі новоствореного Коростенського району Житомирської області.